# Helmut Waldert
Helmut Waldert (* 25. Juli 1941 in Wien; † 16. August 2004 ebenda) war ein österreichischer Radiojournalist.

## Leben
Waldert war drei Jahrzehnte lang als freier Mitarbeiter für den ORF tätig. Besondere Beachtung fand seine Radiokolleg-Reihe Geld Macht Werte. In dieser 1999 erstmals gesendeten Sendefolge untersuchte er die Probleme und ökologischen Auswirkungen unseres Geld- und Zins-Systems. Gegen den Extremismus des Geldes vertrat Waldert eine  Re-Regulierung der Finanzmärkte.
Helmut Waldert galt als besonders kritisch und unangepasst.
Als Waldert mit 60 Jahren vom ORF nicht mehr weiter beschäftigt wurde, klagte er auf Anstellung. Sein früher Herztod fand weite mediale Beachtung.

## Anerkennungen
- 1994 Österreichischen Staatspreis für Wissenschaftspublizistik
- Dr.-Karl-Renner-Preis
- Andreas-Reischek-Preis
- gemeinsam mit seiner Frau Stephanie Waldert für die Sendung Konfliktfeld Generationen den Österreichischen Staatspreis des Unterrichtsministeriums.
- 1998 Hans-Kronberger-Umweltjournalistenpreis
- Eduard-Hartmann-Preis

## Publikationen
- Ein (leider) völlig legales Dreiecksverhältnis. Über das Dreieck Schule, kirchliches Schulamt und Religionslehrer. In: Ilse Arnold, Ursula Pasterk, Walter Sauer (Red.): Kirche und Schule. Jugend und Volk, Verein Schulheft, Nr. 4/78, Jugend und Volk, Wien 1978, ISBN 3-7141-5714-X.
- Gründungen. Starke Projekte in schwachen Regionen. Herausgegeben von der ÖAR – Regionalberatung Ges.m.b.H., Falter Verlag, Wien 1992, ISBN 978-3-85439-097-8.